# Searsport (Maine)
Searsport – miasto w Stanach Zjednoczonych, w stanie Maine, w hrabstwie Waldo.